# Soeka (Talmoed)

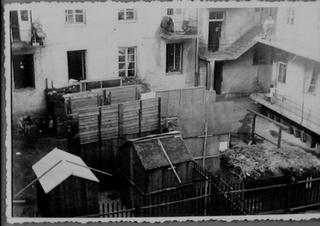
Het bouwen van loofhutten voor het Soekotfeest in het vooroorlogse Krakau

Soeka (Hebreeuws: סוכה, letterlijk (loof)hut) is een traktaat (masechet) van de Misjna en de Talmoed. Het is het zesde traktaat van de Orde Moëed (Seder Moëed) en beslaat vijf hoofdstukken.
Het traktaat Soeka behandelt wetsbepalingen voor de soeka en het Soekotfeest. (Zie Leviticus 23:24 vv., Numeri 29:12 vv. en Deut. 16:13 vv.).
Soeka bevat Gemara (rabbijns commentaar op de Misjna) en is onderdeel van zowel de Babylonische als de Jeruzalemse Talmoed. Het traktaat bevat 56 folia in de Babylonische Talmoed en 26 in de Jeruzalemse Talmoed.